# Edward Djerejian
Edward Peter Djerejian, född 6 mars 1939, är en amerikansk före detta diplomat och nu företagsledare som är styrelseordförande för det multinationella petroleum- och naturgasbolaget Occidental Petroleum Corporation sedan 2013, när han ersatte den avsatte styrelseordföranden Dr. Ray Irani.
Han avlade en bachelor of science vid Georgetown University innan han tog värvningen 1960 och anslöt sig till USA:s armé med stationering i Sydkorea. Två år senare valde han lämna armén som löjtnant och satsade på en karriär inom politiken. 1962 blev Djerejian utnämnd till att vara speciell assistent till USA:s biträdande utrikesminister George W. Ball. Mellan 1965 och 1972 var han placerad på de amerikanska ambassaderna i Beirut, Libanon och Casablanca, Marocko. 1972 blev han hemskickad för att arbeta som assistent åt den sittande biträdande utrikesministern Joseph Sisco. Det varade fram till 1975 när han blev utsedd till generalkonsul i Frankrike med Bordeaux som utgångsort. 1978 fick han en ny tjänst och den här gången som chef för Bureau of European Affairs (nu Bureau of European and Eurasian Affairs), den amerikanska utrikesdepartementets europeiska avdelning. Ett år senare blev han skickad till Ryssland och var chef för den politiska verksamheten på den amerikanska ambassaden i Moskva. 1981 gick flyttlasset vidare och den här gången var destinationen Jordanien och där skulle han arbeta som biträdande chef för de amerikanska politiska verksamheterna i landet. Han blev kvar där fram till 1984 när han utsågs som speciell assistent åt den sittande amerikanska presidenten Ronald Reagan och biträdande pressekreterare för utrikesfrågor. 1986 utsågs han till vice biträdande utrikesminister för mellanöstern och sydasien. Den 12 augusti 1988 utnämndes Djerejian till ny amerikansk ambassadör till Syrien, han blev kvar på den positionen i de tre kommande åren. Senare under 1991 blev han utsedd till biträdande utrikesminister med ansvarsområdet mellanöstern. Två år senare blev han utsedd som USA:s ambassadör i Israel. 1993 grundade han den allsidiga tankesmedjan James A. Baker III Institute for Public Policy som är baserad på campus-området för Rice University i Houston, Texas. 1994 valde han att avsluta sin diplomatiska karriär och prova på nya utmaningar som att arbeta på heltid med tankesmedjan. 1996 blev han invald som ledamot i styrelsen för Occidental och 2013 blev han utsedd som ny styrelseordförande för energikoncernen, när han ersatte den avsatte Dr. Ray Irani. Han sitter också i styrelsen för Carnegie Corporation of New York sedan 28 september 2011.
Han är hedersdoktor i humaniora vid Georgetown University sedan 1992 och hedersdoktor honoris causa i juridik vid Middlebury College sedan 2004.